# Firework
Firework è un singolo della cantautrice statunitense Katy Perry, pubblicato il 26 ottobre 2010 come terzo estratto dal terzo album in studio Teenage Dream.
La canzone è stata scritta dalla stessa cantante con la collaborazione di Ester Dean e Sandy Vee, e prodotta dal duo norvegese Stargate; l'ispirazione per la scrittura del testo è venuta alla cantante da alcuni passaggi del romanzo Sulla strada di Jack Kerouac. Firework è il terzo singolo consecutivo estratto da Teenage Dream a raggiungere la vetta della classifica statunitense. Il brano fa fruttare a Katy Perry due nomination ai Grammy Awards 2012 nelle categorie Record of the Year e Best Pop Solo Performance.

## Descrizione
Firework è stata scritta da Katy Perry, Mikkel S. Eriksen, Tor Erik Hermansen, Sandy Wilhelm ed Ester Dean; è stata prodotta da Stargate e Sandy Vee. È una canzone dance pop con bit house, composta nella tonalità di A♭ maggiore ed ha un tempo di 124 battiti al minuto. In questo brano la voce della Perry spazia da un G#3 ad un E#5.
Katy Perry ha affermato che Firework è la sua canzone preferita di Teenage Dream. Ha detto della canzone: "La gente sta tornando e praticamente adottandola come loro inno personale ed è dura, penso, scrivere un inno che non sia scadente, quindi spero che diventi qualcosa di quel genere. Spero che possa essere una di quelle cose tipo, Sì, voglio alzare il pugno in aria e sentirmi orgoglioso e forte. Ma non voglio però essere scadente, è un bel verso e penso che Firework... sarebbe tipo l'opera d'arte o la mia canzone - se dovessi sceglierne una da ascoltare - perché ha un magnifico ritmo, ma anche un fantastico messaggio".

## Accoglienza
La canzone ha ricevuto in generale recensioni positive. Slant Magazine ha affermato che la canzone "non fa male alle orecchie. Ovvio, l'aspirante testo ispiratore (Baby you're a firework/Come on show them what you're worth - Piccolo, sei un fuoco d'artificio/Fagli vedere quello di cui sei capace) non ha senso e le sezioni vocali, che sembra siano state scritte per qualcuna come Leona Lewis, sono ben oltre le capacità della Perry, ma il ritornello guadagna qualche impulso e la canzone andrebbe bene abbastanza in un locale, dove potresti perdonarle i suoi lampanti punti deboli". Sia Bill Lamb di About.com e AllMusic hanno classificato Firework tra le canzoni migliori dell'album, con Lamb che ha dichiarato che la canzone "è un intenso inno rivolto direttamente all'aumento dell'autostima". Al Fox della BBC ha elogiato la maturità del testo e la musicalità della Perry. Mentre Steve Leftridge di PopMatters ha definito Firework "nulla di particolarmente rilevante" che costringe la Perry ad arrivare al limite delle sue capacità vocali, rendendo così la sua voce roca. Ha comunque apprezzato il brano per la sua "tenacia".

## Video musicale
Il videoclip, diretto da Dave Meyers, è stato girato a Budapest. Come riportato da MTV, la Perry ha cominciato a girare il video il 28 settembre 2010. Il video è stato mostrato in anteprima il 28 ottobre 2010 sul canale di YouTube VEVO della cantante ed è frutto di un enorme accordo promozionale con il gruppo delle telecomunicazioni europeo Deutsche Telekom: la Deutsche Telekom ha ospitato una serie di attività e competizioni dalle quali sono stati reclutati i fan dell'Europa per la realizzazione del video.
Dal video emerge un lato nascosto della cantante: una sua versione molto più dolce, morbida e sensuale che la porta a sviare i luoghi comuni e ad arrivare al cuore della gente. Nel video si fa esplodere energia positiva dal petto liberando fuochi d'artificio, che portano i protagonisti della storia a imporre se stessi, nonostante i pregiudizi della gente: un ragazzo gay timido trova il coraggio di baciare in pubblico un altro ragazzo che gli piace; una ragazza in sovrappeso si libera della sua paura e mostra il suo corpo così com'è, senza vergogna, buttandosi in piscina con gli amici; un ragazzo con la passione per l'illusionismo viene aggredito per strada ma gli aggressori si ritrovano a srotolare metri di fazzolettini colorati e con colombe in volo; un ragazzino trova il coraggio di affrontare il padre durante un litigio con la madre; una ragazzina malata, dopo aver visto dei fuochi d'artificio fuori dalla finestra, gira l'ospedale assistendo a un parto per poi uscire dallo stabilimento e liberare a sua volta le sue scintille colorate. Alcuni critici hanno paragonato il video, per le tematiche trattate, a quello della canzone Beautiful di Christina Aguilera. Nel 2011 il video di Firework fa fruttare a Katy Perry tre nomination per gli MTV Video Music Awards. Il singolo è stato candidato nelle categorie: Video of the Year, Best Female Video e Best Video with a Message, riuscendo a vincere nella categoria Video of the Year.
È uno dei video che ha ottenuto la certificazione Vevo per aver ottenuto 100 milioni di visualizzazioni su YouTube. Il 22 luglio 2017 il video raggiunge un miliardo di visualizzazioni, diventando il terzo video della Perry a raggiungere questo traguardo, dopo Dark Horse e Roar.

## Successo commerciale
Firework è il terzo singolo che è entrato nella top ten statunitense da Teenage Dream. Nella sua terza settimana in classifica è salito dalla ventinovesima alla decima posizione, nonché alla sesta di quella digitale dalla trentatreesima, vendendo 145 000 copie digitali. La settimana successiva ha venduto altre 161 000 copie (l'11% in più rispetto alla settimana precedente), salendo di due posizioni nella classifica digitale. È infine salito alla prima posizione, vendendo altre 232 000 copie, il 32% in più rispetto alla settimana precedente. Il singolo ha raggiunto la prima posizione della Hot 100 la settimana successiva, mantenendo anche la prima posizione nella classifica digitale, con 212 000 copie vendute. Mantiene la vetta della classifica digitale per una seconda settimana con altre 201 000 copie vendute (il 5% in meno rispetto alla settimana precedente) e resta alla vetta della Billboard Hot 100. Firework, durante la settimana successiva, con 509 000 copie digitali vendute, è il quarto singolo per numero di vendite digitali in una sola settimana dopo Right Round di Flo Rida, Tik Tok di Kesha e Grenade di Bruno Mars. Le vendite sono significanti anche la settimana successiva: Firework ha infatti venduto 398.000, rimanendo alla seconda posizione della classifica digitale, sempre dietro a Grenade. La canzone ha inoltre riconquistato la vetta della Hot 100. Il 29 ottobre 2015 Firework ottiene il suo decimo disco di platino negli Stati Uniti, ottenendo così la certificazione di disco di diamante insieme a Dark Horse.
In Italia è stato per più settimane sul podio dei brani più trasmessi in radio, insieme a Tutto l'amore che ho di Jovanotti e Ogni tanto di Gianna Nannini.

## Cover
Il pezzo ha goduto presto di una reinterpretazione da parte di Lea Michele, nei panni di Rachel Berry in un episodio della serie televisiva Glee, interpretazione raccolta come consuetudine in una compilation della colonna sonora del telefilm.
Un'altra versione della canzone è stata reinterpretata dall'artista Jennie Lena e inserita all'interno della colonna sonora del film The Interview (2014).

## Classifiche
Firework, come i due precedenti singoli estratti da Teenage Dream, è salito alla prima posizione della Billboard Hot 100 diventando qui la sua quarta numero uno: Katy Perry diventa così la prima artista femminile dal 2000 ad oggi a raggiungere la vetta della Hot 100 con tre singoli consecutivi estratti dallo stesso album.
Il brano ha riscosso un grande successo anche in Nuova Zelanda, dove ha mantenuto per 3 settimane consecutive la prima posizione.

### Classifiche settimanali
| Classifica (2010)       | Posizione massima |
| ----------------------- | ----------------- |
| Australia               | 3                 |
| Austria                 | 3                 |
| Belgio (Fiandre)        | 5                 |
| Belgio (Vallonia)       | 5                 |
| Canada                  | 1                 |
| Danimarca               | 14                |
| Europa                  | 9                 |
| Finlandia               | 18                |
| Francia                 | 7                 |
| Germania                | 4                 |
| Irlanda                 | 2                 |
| Italia                  | 4                 |
| Lussemburgo             | 3                 |
| Norvegia                | 2                 |
| Nuova Zelanda           | 1                 |
| Paesi Bassi             | 6                 |
| Polonia                 | 3                 |
| Regno Unito             | 3                 |
| Repubblica Ceca         | 4                 |
| Slovacchia              | 2                 |
| Spagna                  | 14                |
| Stati Uniti             | 1                 |
| Stati Uniti (Pop)       | 1                 |
| Stati Uniti (Dance)     | 2                 |
| Stati Uniti (Adult)     | 26                |
| Stati Uniti (Adult Pop) | 1                 |
| Svezia                  | 4                 |
| Svizzera                | 3                 |
| Ungheria                | 2                 |

### Classifiche di fine anno
| Classifica (2011) | Posizione |
| ----------------- | --------- |
| Australia         | 28        |
| Austria           | 37        |
| Belgio (Fiandre)  | 57        |
| Belgio (Vallonia) | 32        |
| Canada            | 8         |
| Germania          | 32        |
| Paesi Bassi       | 38        |
| Spagna            | 32        |
| Stati Uniti       | 3         |
| Svezia            | 43        |
| Svizzera          | 36        |
| Ungheria          | 26        |

## Date di pubblicazione
| Paese       | Data             | Formato/i             |
| ----------- | ---------------- | --------------------- |
| Stati Uniti | 26 ottobre 2010  | Airplay               |
| Regno Unito | 15 novembre 2010 | CD, download digitale |